# Szeptember
Szeptember az év kilencedik hónapja a Gergely-naptárban, és 30 napos. E hónap neve a latin septem szóból ered, amelynek jelentése hét, mivel szeptember eredetileg az év hetedik hónapja volt a római naptárban. 
Az ókori görög kultúrában a szeptembert Βοηδρομιών-nak (Boēdromion) hívták. A 18. századi nyelvújítók szerint a szeptember: gyümölcsönös. A népi kalendárium Szent Mihály havának nevezi.
Az őszi (a déli félgömbön a tavaszi) nap-éj egyenlőség  és a csillagászati ősz (a déli félgömbön a csillagászati tavasz) kezdete: ezen a napon az éjjelek és a nappalok a Föld minden pontján egyforma hosszúak.

## Szeptember eseményei
- szeptember 1.: 

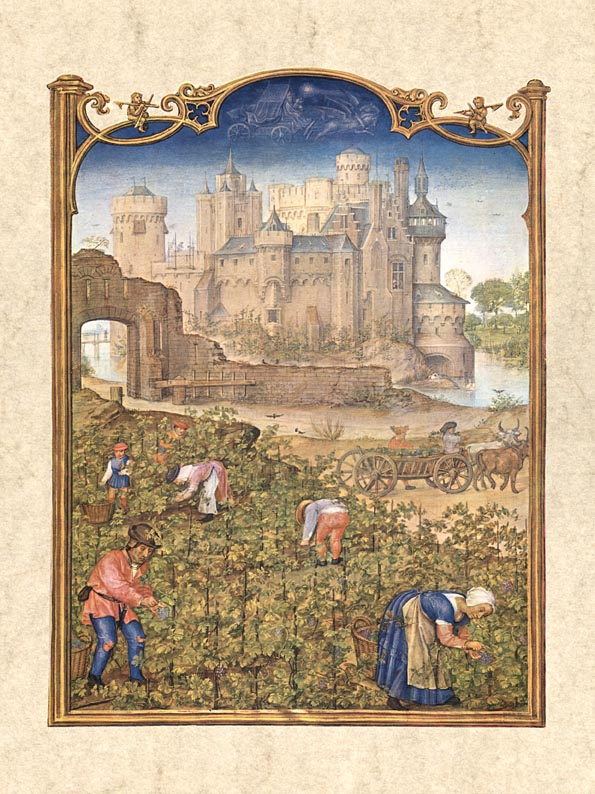
Szeptember a Grimani Breviáriumban

  - A II. világháború kitörésének emléknapja
  - Szlovákia: az alkotmány napja (1992)
  - Üzbegisztán: a függetlenség napja
  - Malajzia: a függetlenség ünnepe (augusztus 31. - szeptember 1.)

- szeptember 2.: 
  - Vietnám: a függetlenség kikiáltása
  - Hegyi-Karabah Köztársaság nemzeti ünnepe - a függetlenség napja, 1991 óta

- szeptember 3.: 
  - Katar: a függetlenség napja (1971)
  - San Marino: a köztársaság alapításának évfordulója
  - Ausztrália: a nemzeti zászló napja

- szeptember 4.:

- szeptember 5.: 
  - Ausztrália: apák napja
- szeptember 6.: 
  - Szváziföld: a függetlenség napja
  - São Tomé és Príncipe: a Hadsereg napja
- szeptember 7.: 
  - Brazília: a függetlenség napja
  - Mozambik: a győzelem napja
- szeptember 8.: 
  - A Büntetés-Végrehajtási Szervezet Napja Magyarországon
  - Az Írástudatlanság Elleni Küzdelem Nemzetközi Napja 1965 után.
  - A Fizioterápia Világnapja
  - Andorra: szeptember 8.: Nemzeti ünnep (a társfejedelemségi szerződés napja 1278)
  - Koreai Népi Demokratikus Köztársaság: az alkotmány napja
  - Macedónia: a függetlenség napja
- szeptember 9.: 
  - Koreai Népi Demokratikus Köztársaság: a köztársaság kikiáltásának napja
  - Tádzsikisztán: a függetlenség napja
- szeptember 10.: 
  - Gibraltár: nemzeti ünnepnap (1967)
  - Az öngyilkosság megelőzésének világnapja 2003 óta
- szeptember 11.: 
  - Mikronézia: a felszabadulás napja
  - Spanyolország: katalán nemzeti ünnep
  - Argentina: pedagógusnap Domingo Faustino Sarmiento halálának évfordulóján.
- szeptember 12.:
  - Etiópia: a forradalom évfordulója
- szeptember 13.:
  - Argentína: a könyvtárosok napja
- szeptember 14.: 
  - Nicaragua: A San Jacintói csata ünnepe. (1856)
  - A keresztény egység napja
  - Görögország: az igazi kereszt napja
- szeptember 15.: 
  - A demokrácia napja 2008-tól.
  - Szlovák Köztársaság: Szűz Mária, Szlovákia patrónájának napja.
  - Guatemalai Köztársaság: A Függetlenség kikiáltása (1821 óta)
  - Nicaraguai Köztársaság: A Függetlenség évfordulója (1821 óta)
  - Costa Rica-i Köztársaság: A Függetlenség napja (1821 óta)
  - Hondurasi Köztársaság: A Függetlenség napja (1821 óta)
  - Európai mozdonyvezetők napja 1995-től*
- szeptember 16.: 
  - Az ózon világnapja
  - Hangzáskultúra napja
  - Mexikó: a függetlenség napja
  - Pápua Új-Guinea: a függetlenség napja
  - Malajzia: nemzeti ünnepnap
- szeptember 17.: 
  - Angola: a hősök napja
  - USA: az állampolgárság napja
- szeptember 18.: 
  - Chile: a függetlenség napja (1810)
  - Az illetlenség világnapja (2008)
- szeptember 19.: 
  - Chile: a fegyveres erők napja
  - Saint Kitts és Nevis: függetlenség napja (1983)
  - Oroszország: Moszkva napja
- szeptember 20.:
  - a gyermekek világnapja – UNICEF
  - a biztosítás világnapja
  - az európai kultúra napja
  - Kelet-Timor: a szabadság napja
- szeptember 21.: 
  - magyar dráma ünnepe – Madách Imre: Az ember tragédiája
  - Alzheimer világnap
  - A hála világnapja (1965-től)
  - Belize: a függetlenség napja
  - Málta: a függetlenség napja
  - Örményország: a függetlenség napja
  - Nemzetközi békenap. ENSZ ünnep.
- szeptember 22.: 
  - Európai autómentes nap
  - Mali: a függetlenség napja
  - USA: amerikai üzletasszonyok napja
  - Bulgária: a szabadság napja
- szeptember 23.: 
  - Szaúd-Arábia: az egyesítés napja
  - Japán: a napéjegyenlőség ünnepe
  - USA: A halászat és a horgászat nemzeti ünnepnapja
- szeptember 24.: 
  - Bissau-Guinea: a függetlenség napja
- szeptember 25.: 
  - Mozambik: a fegyveres erők napja
  - Ruanda: Kamarampaka napja (népszavazás 1961-ben)
- szeptember 26.: 
  - A nyelvek európai napja
  - A Tiszta hegyek napja
  - Jemen: az 1962-es szeptemberi forradalom ünnepe
- szeptember 27.: 
  - A Turizmus és az Idegenforgalom Világnapja (1980-tól)
  - Belgium: a francia közösség ünnepe
- szeptember 28.:
  - Csehország: Vencel, a csehek nemzeti patrónusának napja
  - Tajvan: tanárok napja, Konfuciusz (i. e. 551 - i. e. 479) születésnapja a hagyomány szerint.
  - Guinea: referendum nap
- szeptember 29.: 
  - A kávé világnapja.
  - Paraguay: boqueroni csata napja (1932)
  - Haiti: Manman Aloumandia napja, voodoo ünnep.
  - Egyesült Királyság: Michaelmas
- szeptember 30.: 
  - Helyi önkormányzatok napja
  - A Népmese Napja
  - Botswana: a függetlenség napja
  - São Tomé és Príncipe: A mezőgazdaság napja
- szeptember 16–22.
  - európai mobilitási hét 2002 óta
- szeptember első szombatja: Szentesi Lecsófőző Fesztivál, a Szentesről elszármazottak találkozója
- szeptember első vasárnapja: bányásznap Magyarországon. 1951 óta, azelőtt Borbála napján, december 4-én tartották.
- szeptember második szombatja: Elsősegélynyújtás Világnapja
- szeptember harmadik szombatja takarítási (szemétszedési) világnap
- szeptember utolsó vasárnapja: 
  - a Fehér Kendő napja: a Grúziai nők tiszteletére, Magyarország 1994-ben csatlakozott felhívásukhoz, hogy minden év szeptember utolsó vasárnapján a nők gyűljenek össze fehér kendőben a béke és fegyverszünet kifejezése képpen.
  - Hallássérültek Világnapja
  - A szív világnapja
  - Tengerészeti Világnap
- szeptember első hétfője ** USA, Kanada: a munka ünnepe
- szeptember harmadik keddje Hollandia: a hercegek napja
- szeptember változó napon, de általában harmadik hétvégén: „Európai Örökség Napok – Nyitott Kapuk”: múzeumok, emlékhelyek és műemlékek megnyitása: ingyenes látogatás lehetővé tétele a cél, főként olyanoké, amelyekbe más alkalommal nem lehet bejutni. Magyarország 1992-ben csatlakozott e rendezvénysorozathoz.

## Kiegészítések
- A horoszkóp csillagjegyei közül az alábbiak esnek a szeptember hónapba:
  - Szűz (augusztus 23. – szeptember 22.) és
  - Mérleg (szeptember 23. – október 22.).
- Szeptember folyamán a Nap az állatöv csillagképei közül az Oroszlán csillagképből a Szűz csillagképbe lép.
- szeptember minden évben a hét ugyanazon napjával kezdődik, mint az adott év decembere.